# レイ・ロウ
『レイ・ロウ』(Lay Low)は、ブルートーンズのフロントマンであるマーク・モリスのシングル、もしくはその表題曲。ソロアルバム『メモリー・マッスル』からのセカンドシングルで、ダウンロード限定発売となった。
表題曲は、デヴィッド・アーノルドがストリングス・アレンジで参加したうちの一曲であり、シングル用に30秒ほどエディットされたバージョンになっている。カップリングはなく、一曲のみ収録のCDプロモ盤が流通している。

## 収録曲
1. レイ・ロウ / Lay Low - 3:18